# Odell Barnes (criminel)
Odell Barnes, Jr. né le 22 mars 1968 et décédé le 1er mars 2000 a été reconnu coupable au Texas en 1989 de l'assassinat de Helen Bass. Au cours de la procédure judiciaire, défenseurs des droits de l'Homme et avocats contre la peine de mort ont soulevé de multiples interrogations au sujet de Barnes, attirant l'attention des médias et suscitant des protestations diplomatiques de la part de la France. Barnes a été exécuté le 1er mars 2000.

## L'assassinat
L'assassinat eut lieu le 29 novembre 1989 à Wichita Falls, au Texas. Helen Bass, 42 ans, a été surprise par Barnes, qui avait fait irruption dans sa maison pendant qu'elle était au travail pour la cambrioler, mais elle fut battue, poignardée et tuée par une balle dans la tête. Elle peut aussi avoir été violée.
Les éléments à charge de Barnes regroupaient des preuves scientifiques et des témoignages le reliant à la scène du crime. Ses empreintes étaient présentes sur une lampe de chevet qui a été utilisée pour battre Helen Bass, des traces de son sperme étaient présentes sur les lieux, et deux taches de sang sur ses vêtements se sont révélées être du sang de Helen Bass, après analyse d'ADN. Les témoins à charge disent avoir vu l'intrusion de Barnes dans la cour de Bass environ une heure avant le retour du travail de celle-ci. Lors de son arrestation, il était en possession d'un pistolet calibre .32 appartenant à Bass. Barnes avait déjà fait des travaux de construction sur la maison de Bass.
Barnes avait déjà un casier pour deux vols. Aucune enquête de la défense n'a été menée, et aucun test médico-légal n'a été ordonné par la défense. Barnes a été reconnu coupable par le jury après trois heures de délibération et condamné à mort peu de temps après. Après sa condamnation pour assassinat, il a également été jugé et condamné pour deux viols, vols et agressions qu'il a avoués. Le 15 novembre 1989, 15 jours avant l'assassinat, il a battu et tenté de violer une femme enceinte. (Les condamnations supplémentaires étaient destinés à s'assurer que Barnes resterait en prison sans possibilité de libération conditionnelle, même si sa condamnation à mort était ensuite annulée.)

## L'appel
Au cours de la procédure d'appel de Barnes, deux avocats ont été commis d'office par le tribunal fédéral. Les activistes européens contre la peine de mort ont versé un fond de 16 000 $ pour sa défense. L'équipe de défense a révélé des lacunes dans les preuves médico-légales, de graves erreurs et des oublis de l'équipe de défense d'origine, et les problèmes de la crédibilité des témoins à charge.
Barnes a affirmé au procès qu'il n'avait jamais eu de rapport sexuel, consenti ou sous la contrainte, avec Helen Bass. Des tests d'ADN quelques années après le procès ont montré que le sperme sur son cadavre était le sien. Barnes a alors affirmé que lui et Bass n'ont eu aucune relation sexuelle existant avant le crime.
Au procès, le jury avait entendu dire qu'une lampe neuve a été retrouvée avec les empreintes digitales de Barnes sur elle. Barnes aurait visité la maison de Bass après qu'elle l'ait achetée.
Les taches de sang étaient très petites mais trouvées sur les vêtements de Barnes, et confirmé par l'ADN que ce sang est celui de Helen Bass. Cela était incompatible avec la nature extrêmement violente de la mort et de la quantité de sang trouvée sur les lieux. Des tests ont révélé que les taches de sang contenaient un niveau extrêmement élevé d'acide citrique, qui est utilisé comme conservateur dans les laboratoires criminels.
Le témoin à charge qui a identifié l'intrusion de Barnes dans la résidence de Bass avait donné un témoignage incohérent à plusieurs reprises, il a dit avoir vu Barnes environ 45 minutes après Bass.

## Sources
- (en) Cet article est partiellement ou en totalité issu de l’article de Wikipédia en anglais intitulé « Odell Barnes (criminal) » (voir la liste des auteurs).
- Amnesty International
- Libération
- l'affaire